# Les Secrets de la princesse de Cadignan

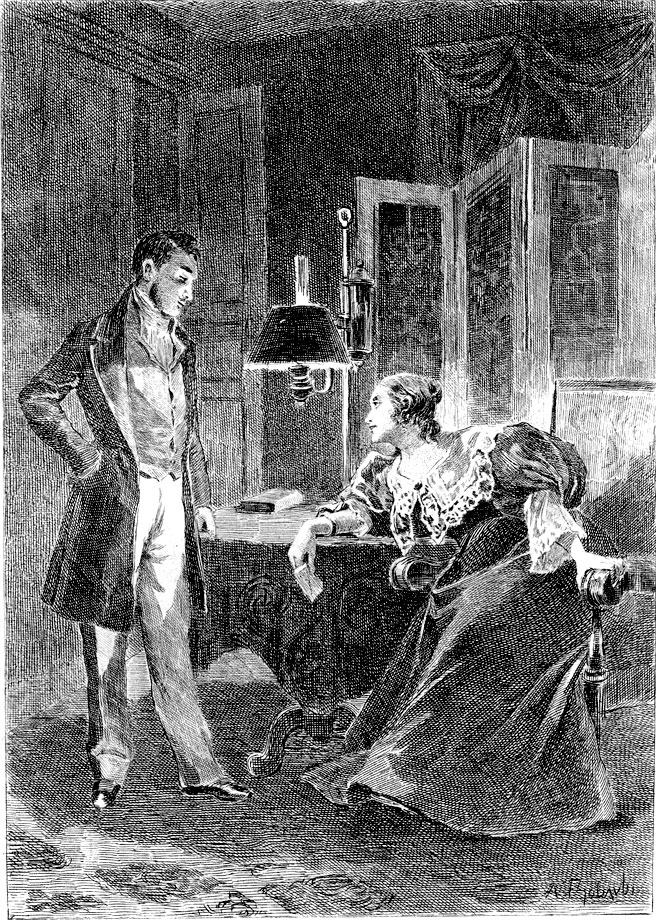
Página de rosto da obra

Les Secrets de la princesse de Cadignan (em português, Os segredos da princesa de Cadignan) é uma novela de Honoré de Balzac, publicada no jornal La Presse em 1839 sob o título de Une Princesse parisienne (Uma princesa parisiense), depois publicada em volume no tomo XI da edição Furne da Comedia Humana. Faz parte das Cenas da vida parisiense.
É um dos mais interessantes Études de femmes. Aqui se encontram algumas figuras importantes do mundo balzaquiano, notadamente seus eternos dândis: Eugène de Rastignac, Maxime de Trailles, a marquesa d'Espard. Mas, nesta obra, tal mundo entra em um jogo mais sutil que aquele dos salões com intrigas mesquinhas. Trata-se de um jogo de sedução particularmente refinado. Através dos amores da princesa, descobre-se também, sob uma nova luz, o muito sério Daniel d'Arthez, sábio conselheiro do Cenáculo que rodeava Lucien de Rubempré em Ilusões Perdidas e o estimulava a trabalhar para tornar-se um verdadeiro escritor. Aqui, o miserável d'Arthez, que vive em uma chambre de bonne (tipo de apartamento com um só cômodo), tornou-se um escritor estimável. Se não alcançou a glória, já é reconhecido, frequenta a melhor sociedade e tem uma posição política.

## Enredo
Isolada do mundo aos trinta e seis anos, em 1833 a princesa de Cadignan (Diane de Maufrigneuse antes da morte de seu sogro) é literalmente uma destruidora de fortunas e de homens. A lista de seus amantes é interminável. Ela os reuniu em um álbum que apresenta à sua amiga, a marquesa d'Espard, única pessoa com quem mantém relações. Num acesso de confidências, as duas mulheres confessam mutualmente nunca terem encontrado um amor de verdade, aquele que conviria à sua "inocência" fundamental.
A marquesa d'Espard propõe à princesa, então, levá-la a se encontrar com um fenômeno: Daniel d'Arthez, precisamente. D'Arthez é agora um barão, herdou uma fortuna familiar que poderia levá-lo à prodigalidade. Mas o escritor permanece mesmo assim sério e frugal, como na época de sua grande miséria; continua a trabalhar em seus textos, e é objeto de amigáveis pilhérias da parte de Rastignac e Maxime de Trailles, pois vive com uma mulher vulgar que não respeita. D'Arthez não sabe nada do amor refinado das grandes damas, porém lhe será fácil seduzir. Mas tem uma timidez que o detém. 
A princesa de Cadignan tentará seduzir esse coração puro afogando-o em uma avalanche de mentiras (seus segredos). Com base nelas, ele presume que ela foi vítima de sua mãe, que a obrigou a casar-se com seu amante, que ela amou homens que não eram dignos dela. Logo seduzido, subjugado e preso nos fios da princesa pela qual Michel Chrestien, amigo de d'Arthez, morria de amor, o escritor sofre de uma paixão sem limites por essa mulher tão hábil. A genialidade da princesa consiste em recriar sua vida, em apresentar uma versão nova dela. Autêntica romancista, mulher brilhante, mulher de trinta anos, ela vai apresentar a d'Arthez uma mentira verossímil que não pode senão convencer o artista, romancista como ele é. As apostas são de monta: a princesa ama d'Arthez. Entretanto é ela mesma que o envia, com todo conhecimento de causa, a um jantar organizado por seus melhores amigos, cuja intenção evidente é esclarecer o ingênuo artista. D'Arthez vai, assim, proteger diante do mundo esse "Don Juan mulher", e voltará a ela tendo-a magistralmente defendido. O argumento de d'Arthez impressiona por sua justeza: ele não é ingênuo, ele revela uma princesa, mulher livre e corajosa, a quem ele ama, a despeito dos códigos morais estreitos de seu tempo. Seus personagens realizam, então, uma fantasia balzaquiana, a do casal da grande mulher e do artista. Esse resultado explica a reviravolta da última frase: É isso um desenlace? Sim, para as pessoas de espírito; não, para os que querem saber tudo. Vê-se aí uma alusão aos amores de Cordélia de Castellane e Chateaubriand (D'Arthez também é homem de Estado).
Em uma carta a Évelyne Hanska datada de 15 de julho de 1839, Balzac resume assim sua novela: "É a maior comédia moral que existe. É a massa de mentiras com as quais uma mulher de 37 anos, a duquesa de Maufrigneuse, tornada princesa de Cadignan por sucessão, consegue se fazer tomar por uma santa, uma virtuosa, um pudica jovem pelo seu décimo quarto admirador (...) A obra-prima é ter feito ver as mentiras como justas, como necessárias e justificá-las pelo amor." Balzac dizia desse texto que era um diamante. Ele põe em cena um personagem que se quer fazer o romancista de sua própria história, e é a capacidade de d'Arthez de reconhecer essas mentiras verdadeiras que lhe dará o amor de Diana.

## Adaptações
O romance foi adaptado em telefilme por Jacques Deray sob o título original. Esse filme foi apresentado em 1982 com Claudine Auger no papel da princesa, Marina Vlady como a marquesa d'Espard, François Marthouret como Daniel d'Arthez, Pierre Arditi como Émile Blondet, Niels Arestrup como Rastignac, Françoise Crhistophe como a condessa de Montcornet.